# Henri Stehlé
Henri Stehlé (Fécamp, 30 de noviembre de 1909 - Palma de Mallorca, 19 de febrero de 1983) fue un agrónomo, profesor, botánico y algólogo francés; además de excelente dibujante botánico. Como agrónomo trabajó sobre la erosión en los suelos tropicales, la conservación de los recursos biológicos, y la mejora de los sistemas de cultivos en las Antillas francesas. Como botánico se especializó en las familias de las Orquidáceas y Piperáceas.

## Formación
Estudia agronomía en la École Nationale Supérieure d'Agronomie de Grignon (1931), para luego especializarse en agronomía tropical en la École Nationale Supérieure d’Agriculture Coloniale de Nogent (1933). En 1947 recibe el diploma de ingeniero doctor de la Universidad de Montpellier, luego de defender su tesis de fitogeografía de los bosques caribeños.

## Carrera
En 1934 se instala en Guadeloupe, y publica « Essai d’écologie et de géographie botanique » en 1935, y luego « La Flore Orchidéenne » en 1939. En 1938 es nombrado Director del Jardín Botánico de Fort-de-France, en Martinica. Durante este período colabora con la Revista Tropiques, editada por el poeta martiniqués Aimé Césaire, publicando dos artículos sobre la flora de Martinica. Hacia el fin de los años 1940 se reinstala en Guadeloupe, y en 1949 funda el Centro INRA de las Antillas et la Guayana francesas, del cual es Director y Administrador hasta 1964.
Ese año regresa a Francia metropolitana, donde fue Director de Investigaciones del Centro INRA de Antibes,⁣ administrador de los Parques Nacionales de Port-Cros y de Mercantour, y Presidente del Comité Científico de la Revista « SOS Vie-Nature-Environnement ».
En el momento de su muerte, a los 73 años, Stehlé trabajaba sobre su última publicación: Histoire botanique, écologique et agricole des Antilles françaises, des Caraïbes à nos jours, producto de cincuenta años de investigaciones.

## Publicaciones (selección)

### Artículos
- 1955. Intensity and seasons at which sugar cane flowers in relation to the sucrose and glucose content and the purity of juices. 9 pp.

- 1940. Botanist's Picture of the French Island Between the Americas. J. of the New York Bot. Gard. 41 (482): 3642

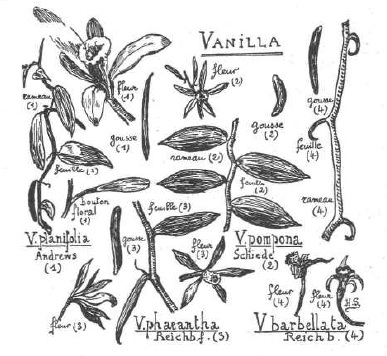
Vanilla spp. (dibujo de Stehlé, 1952)

- Vanilla spp. (dibujo de Stehlé, 1952)1952. Le Vanillier et sa culture: I. Histoire, botanique, géographie et écologie du Vanillier. Rev. Fruits & Fruits d'Outre-Mer 7 (2), 50-56.

### Libros
- 1963. Étude phytosociologique et floristique de l'Ilet à Cabris de l'Archipel des Saintes en Guadeloupe (Antilles françaises). 340 pp.

- henri Stehlé, madeleine Stehlé. 1958. Une excursion à la Soufrière. Monographies des Antilles françaises. Ed. Artra. 84 pp.

- ---------------, -------------------. 1957. Flore agronomique des Antilles françaises. Volumen 1. Ed. A. Lautric. 190 pp.

- 1956. Survey of forage crops in the Caribbean. Ed. Trinidad. 389 pp.

- 1953. Botanique appliquée et divers analyses et appréciations. Notice de titres et publications. 360 pp.

- 1943. La végétation muscinale des Antilles Françaises et son intérêt dans la valorisation sylvicole. Ed. Tropical Forest Experiment Station. 182 pp.

- francis Whittier Pennell, henri Stehlé. 1937. Diagnose d'une Scrophulariacée antillaise nouvelle, Lindernia microcalyx Pennell et Stehlé (nov. spec.) 14 pp.

## Honores

### Premios
Stehlé con más de 400 publicaciones ilustradas por él, le valieron numerosas distinciones como los premios Gandoger (1939) y Coincy (1949) de la Sociedad Botánica de Francia, las Palmas Académicas (1946) y la Orden al Mérito Agrícola (1949). 

### Epónimos
- (Viscaceae) Phoradendron stehlei Trel. ex Stehlé[8][9]

- La abreviatura «Stehlé» se emplea para indicar a Henri Stehlé como autoridad en la descripción y clasificación científica de los vegetales.[10]